# Vítězslav Kyšer
Vítězslav Kyšer, také Siegfried Kyšer (11. února 1898 Přistoupim – 16. června 1943 Berlín, věznice Plötzensee), byl prvorepublikový průmyslník a odbojář – spolupracovník odbojové skupiny Obrana národa.
V některých dokumentech je uváděn i jako Kischer (rodné jméno) či Kišer.
Pocházel z rozvětvené židovské rodiny žijící v Přistoupimi u Českého Brodu. Během první světové války sloužil na italské frontě, kde upadl dne 17. června 1918 do zajetí. Stalo se tak u města Zenson na řece Piavě. Ze zajetí se dostal vstupem do Čs. legií v Itálii, ve kterých sloužil u 31. čs. střeleckého pluku. Službu v legiích zakončil k 31. prosinci 1919.

## Podnikání
Během roku 1925 koupil společně s Josefem Frybou od Ing. J. V. Myslíka-Hyršovského firmu Radiozávody Přelouč – J. V. Myslík-Hyršovský a spol. zabývající se výrobou telefonních a telegrafních přístrojů pro armádu a civilní sektor. Firma, kterou přejmenovali na Radio Zenit Přelouč se stala významným výrobcem radiopřijímačů. V roce 1928 ji prodali německé firmě SIEMENS-HALSKE. Po válce se z této továrny stala TESLA Přelouč.
V roce 1936 založil v moravské obci Bojkovice zbrojovku s názvem Kyšer a spol. chemické a zbrojní závody Praha-Bojkovice (dnes ZEVETA Bojkovice). Továrnu vlastnil až do německé okupace, kdy mu byla zkonfiskována. Do rukou rodiny se nedostala ani po válce, neboť byla znárodněna.
Mezi jeho další podnikatelské aktivity patřila i firma V. Kyšer velkoobchod stroji a kovy, kterou v Praze provozoval s bratrem Arnoštem.

## Odboj
Během okupace pracoval v odbojové skupině generála JUDr. Viktora Spěváčka, člena Obrany národa, která mimo jiné převážela peníze na podporu vdov a sirotků po zatčených a popravených gestapem. Za tuto činnost ho gestapo 13. března 1940 zatklo u poslance Josefa Adámka (poslanec za Čsl. stranu lidovou 1920–1935), kde se skrýval. Přes věznění v Praze na Pankráci, v Petschkově paláci, Terezíně a Bayreuthu se dostal až do berlínských věznic Alt-Moabit a Plötzensee, kde byl po sedmi měsících strávených v okovech v cele smrti dne 16. června 1943 v 19 hodin a 6 minut popraven.

## Vyznamenání
- Za činnost v legiích obdržel vyznamenání Italským válečným křížem a Československou revoluční medailí.
- Za zásluhy v boji o osvobození Československé republiky obdržel 8. června 1946 od prezidenta Edvarda Beneše Československý válečný kříž 1939 in memoriam.